# Manuae (illes de la Societat)
|  | Aquest article és sobre l'atol Manuae de les illes de la Societat. Per l'atol homònim de les illes Cook vegeu Manuae (Cook). |

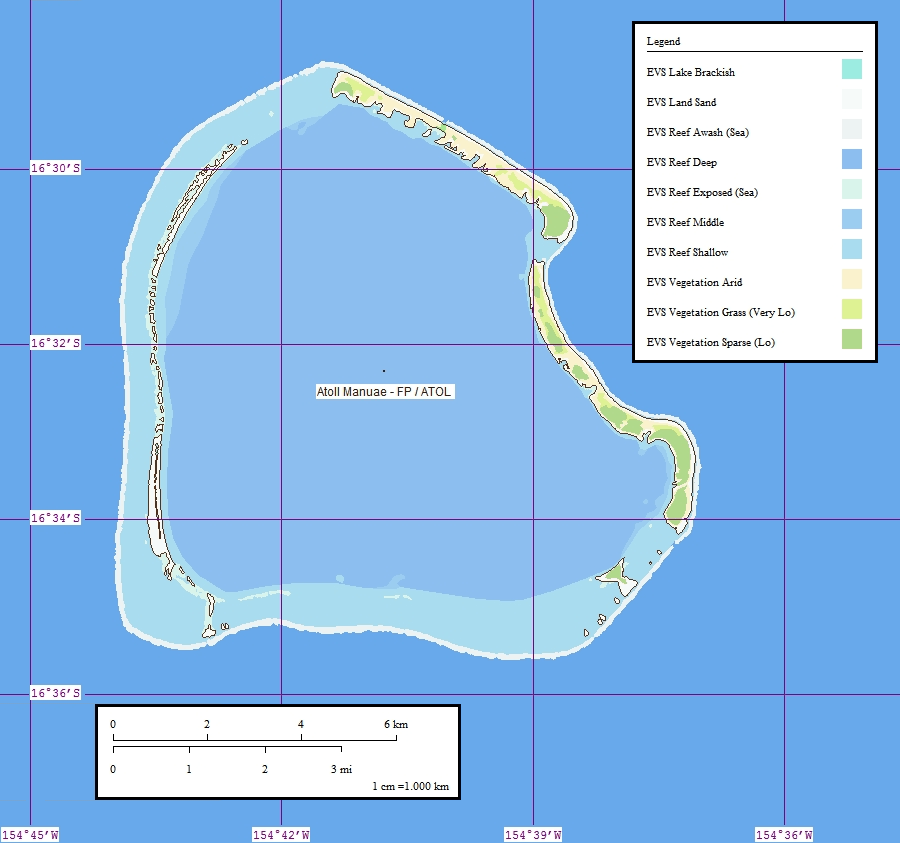
Mapa de Manuae

Manuae, també conegut com a Scilly, és un atol deshabitat del grup d'illes de Sotavent de les illes de la Societat, a la Polinèsia Francesa. Està situat a 60 km al nord-oest de l'illa de Maupihaa.

## Geografia
L'atol té 15 km de diàmetre i una superfície terrestre de 4 km². La llacuna interior no disposa de cap pas obert a l'oceà, amb el resultat que les espècies marines hi siguin poc nombroses i el fons es cobreixi de sorra. Té unes ostres naturals que atrauen als pescadors de Raiatea. Les platges són un dels llocs on nien les tortugues marines.

## Història
Manuae va ser descobert per l'anglès Samuel Wallis, el 1767. L'any 1855 hi va encallar el vaixell Julie Ann i els nàufrags, inclosos vint-i-quatre dones i nens, van sobreviure durant dos mesos a l'atol. Al final van poder construir una nova embarcació per arribar fins a Raiatea. No existeixen proves que fos poblat històricament.
El primer assentament és de l'any 1952 per treballadors de copra. A la dècada dels anys 1960 s'hi van capturar moltes tortugues, fins que el 1971 se'n va restringir el comerç. Altres noms amb els quals s'ha conegut són: Fenua Ura, Scilly, Putai i Pájaros.